# Кэйго
Кэйго (яп. 敬語, почтительный язык) — стиль речи в японском языке, характеризующийся использованием гоноративов; почтительная, вежливая речь.
Использование вежливой речи в определённых ситуациях обязательно. С помощью форм вежливости можно указывать на социальную дистанцию или разницу в должности, но можно и придать разговору интимность и учтивость.
Система вежливой речи в японском языке сложна, она включает в себя разные способы выражения для разных социальных групп, разделение на депрециативно-скромную (самоуничижительную) и вежливую речь. Корейская система построения вежливой речи очень похожа на японскую.

## Типы вежливости
Японский этикет строится на соответствии собеседников некоторым критериям. Существуют формализованные правила, по которым можно выбрать нужный тип речи.
1. Младший по возрасту обычно использует более скромные и почтительные формы. Это различие сохраняется даже среди родных сестёр и братьев.
2. Ученик или кохай всегда находится на положении «младшего» по отношению к учителю или сэмпаю, вне зависимости от их реального возраста. Человек, ставший премьер-министром, в разговоре со своим школьным учителем будет использовать скромные и почтительные формы.
3. Мужчина — вышестоящее лицо по отношению к женщине, даже если женщина более влиятельна. Социально она остаётся на более низкой ступеньке.
4. В больнице пациент проявляет уважение к врачу, родители школьников — к преподавателю, в самолёте стюардесса — к пассажирам, в университете преподаватель — к профессору, в ресторане служащие — к директору, в магазине продавцы — к покупателям и так далее. Сотрудники одной фирмы находятся в строгом иерархическом порядке. Гости и посетители (покупатели) воспринимаются как вышестоящие лица.

Существует также несколько типов взаимоотношений.
- Онкэй канкэй (яп. 恩恵関係, отношения благодеяния): человек должен оказывать почтение тому, кто ему в чём-то помог.
- Сэнко канкэй (яп. 先後関係 сэнко: канкэй, отношения между сэмпаями и кохаями): распространяются на учебные заведения, компании, клубы и организации.
- Ригай канкэй (яп. 利害関係, отношения заинтересованности): партнёрские отношения в бизнесе. Отличаются высокой степенью вежливости: например, в самолёте японская стюардесса задаст очень вежливый по форме вопрос:  (яп. コーヒーに為さいますか、紅茶に為さいますか。日本茶も御座いますが。 Ко:хи: ни насаимасу ка, ко:тя ни насаимасу ка. Нихон-тя мо годзаимасуга, Желаете ли кофе? Желаете ли чёрного чаю? Японский (зелёный) чай тоже имеется в наличии). По-русски или по-английски стюардесса задаёт гораздо менее вежливый вопрос: «Кофе? Чай?» (Coffee? Tea?).
- Дзёгэ канкэй (яп. 上下関係 дзё:гэ канкэй, отношения между вышестоящими и нижестоящими): в японских фирмах речевой этикет построен вокруг понятий подчинённости.
- Синсо канкэй (яп. 深疎関係, отношения между близкими и неблизкими): «простые» отношения с друзьями, вежливые формы почти не используются. «Отдалённые» отношения — с соседями по дому: обычно все контакты ограничиваются взаимными приветствиями.

Формы вежливости в общем по-японски называются кэйго (яп. 敬語, буквально, «почтительные слова») и делятся на сонкэйго (яп. 尊敬語)), «почтительную речь»; кэнсонго (яп. 謙遜語), или кэндзёго (яп. 謙譲語) «скромную речь»; и тэйнэйго (яп. 丁寧語), «учтивую речь». С лингвистической точки зрения, первые два типа — гоноративы отношения, используемые в речи о третьем лице, а последний тип — адрессив, которым пользуются в разговоре с кем-либо. Иногда выделяют ещё две категории: тэйтёго (яп. 丁重語), это образование известной «-масу»-формы глагола, и бикаго (яп. 美化語), «украшение слов».
Простая форма глагола «делать» — суру (する). Её можно использовать в разговоре с членами семьи и близкими друзьями. Адрессивный гоноратив — симасу. Эта форма используется в большинстве каждодневных разговоров. В разговоре с начальником или клиентом употребляется глагол насару и его тэйтёго насаимасу; а при описании собственных действий или действий членов своей группы используется депрециатив итасу и его тэйтёго итасимасу.
Активным использованием кэйго известен диалект Киото.

### Обращение в семье и на работе
Существует правило, запрещающее называть вышестоящего по имени и нижестоящего по титулу. Например, старший брат, говоря с младшим, может сказать о себе:  (яп. 兄さんが君にケーキを買っていた。 ни:сан га кими ни кэ:ки о катте ита, старший братик купил тебе пирожное), а младший не может использовать слово  (яп. 弟 ото:то, младший брат) и слово  (яп. 君 кими, ты): он выразится иначе.  (яп. 僕がお兄さんにケーキを買っていた。 боку га они:сан ни кэ:ки о катте ита., я купил пирожное старшему брату).
Аналогично на работе: начальник может обратиться к подчинённому «Ямада-сан!» или даже «кими!», но подчинённый должен называть начальника только по должности, например,  (яп. 社長 сятё:, директор),  (яп. 上司 дзё:си, старший, начальник). Учителя можно назвать либо просто  (яп. 先生 сэнсэй), либо по фамилии с добавлением этого слова. Причём в разговоре о жене учителя (или начальника) о ней тоже можно говорить лишь  (яп. 先生の奥さん сэнсэй но окусан, супруга господина учителя), но не  (яп. あなたの奥さん аната но окусан, твоя/ваша супруга).

### Учтивая речь
Вежливая речь, тэйнэйго, характеризуется использованием связки дэсу, вежливой формы глаголов «-масу» и гонорифических префиксов и суффиксов, например, о-, го-, -ка, -ро:. В этом стиле говорят телеведущие; ему в первую очередь учат при преподавании японского языка.
В вежливом стиле говорят как о собственных действиях, так и о действиях других людей.

### Почтительная речь
Почтительная речь, сонкэйго, — это особые синонимы обычных слов, используемые при обращении к начальнику или клиенту. Например, когда японский парикмахер или зубной врач приглашает посетителя присесть, он говорит о какэ ни наттэ кудасай. Если тот же врач будет говорить о себе, он использует глагол сувару (сидеть) вместо о какэ ни нару. Почтительная речь не используется в разговоре о себе.
Почтительная речь используется подчинёнными и людьми, которым по долгу службы положено общаться с клиентами.
Для этого стиля характерны длинные вежливые конструкции. Обычные глаголы при обращении к третьему лицу заменяются вежливыми аналогами: суру, «делать» — насару; ханасу, «говорить» — оссяру. Иногда несколько глаголов вежливого стиля соответствуют нескольким обычным: ику, «идти», куру «приходить», и иру «быть» превращаются в ирассяру. Табэру «есть, принимать пищу» и ному «пить» оба становятся мэсиагару.
Глаголы можно сделать более вежливыми с помощью некоторых аффиксов. Например, ёму, «читать», в вежливой форме выглядит как о-ёми ни нару; исходный глагол стоит в форме второй основы, к нему присоединены гонорифический префикс о- и суффикс ни нару.  С той же целью используется прибавление -(р)арэру — ёмарэру.
Существительные тоже подвергаются изменениям в вежливом стиле. «Человек», хито (人), становится ката (方). Клиент, таким образом, это ката, а не хито.

### Скромная речь
В общем, скромная речь используется для описания собственных действий или действий члена своей группы начальству или клиентам.
Кэнсонго, или кэндзё:го во многом похожа на вежливую в том, что глаголы заменяются на вежливые аналоги. Суру превращается в итасу, а морау «принимать» становится итадаку. Эти глаголы имеются в устойчивых фразах, вроде до: итасимаситэ, «прошу; пожалуйста» и итадакимасу (фраза, произносимая перед принятием пищи).
Аналогично вежливой речи, глаголам можно добавлять почтительности приставкой о- и вспомогательным глаголом суру или итасу. Например, моцу, «держать, нести» превратится в о-моти симасу. Скромные формы могут использоваться для выражения просьбы сделать что-либо для третьего лица. Этот механизм использован в известных фразах о-матасэ симасита, «простите за то, что заставил вас ждать», от матасэру, «заставлять ждать»; о-нэгай симасу, «пожалуйста [сделайте это]», от нэгау, «просить, ждать [чего-либо]».
Ещё более вежливая форма — мотасэтэ итадаку, буквально — «иметь позволение нести». Эта фраза имеет смысл: «Я понесу это, если вы позволите мне».
В скромной речи при обращении к людям своей группы не используются именные суффиксы. Когда японец будет представлять партнёрам своих коллег, он скажет: «Я Танака, президент, а это Аоки, директор коммерческого отдела».
Как и в вежливой речи, некоторые существительные заменяются на вежливые (скромные) аналоги. Хито, «человек» (人), становится моно, 者. Это слово используется в разговоре о себе или членах своей группы (компании).

### Вежливые глаголы
| Значение                          | Обычный стиль                                                          | Почтительный (сонкэйго)                              | Учтивый (тэйнэйго)        | Скромный (кэндзё:го)                |
| --------------------------------- | ---------------------------------------------------------------------- | ---------------------------------------------------- | ------------------------- | ----------------------------------- |
| смотреть, наблюдать               | 見る; миру                                                             | ご覧になる го-ран ни нару                            |                           | 拝見する хайкэн суру                |
| встречать(ся)                     | 会う ау                                                                | приставочное образование (お会いになる о-ай ни нару) |                           | お目にかかる о-мэ ни какару         |
| быть1                             | ある ару                                                               |                                                      | ござる годзару            |                                     |
| быть1                             | いる иру                                                               | いらっしゃる ирассяру おいでになる о-идэ ни нару     | おる ору                  |                                     |
| идти / приходить1                 | 来る куру (приходить) 行く ику (идти)                                  | いらっしゃる ирассяру おいでになる о-идэ ни нару     | 参る маиру                | 伺う укагау 参る маиру              |
| знать                             | 知る сиру                                                              | ご存知だ го-дзондзи да                               | 存じている дзондзи тэ иру | 存じあげる дзондзи агэру            |
| есть / пить                       | 食べる табэру (есть) 飲む ному (пить)                                  | 召しあがる мэси агару                                | 頂く итадаку2             |                                     |
| получать                          | もらう морау                                                           |                                                      |                           | 頂く итадаку2 頂戴する тё:дай суру2 |
| давать (о первом или втором лице) | やる яру (иногда считается грубым) あげる агэру (было скромной формой) |                                                      |                           | あげる агэру さしあげる сасиагару   |
| давать (о третьем лице)           | くれる курэру                                                          | くださる кудасару                                    |                           |                                     |
| делать                            | する суру                                                              | なさる насару                                        | 致す итасу                | 致す итасу                          |
| говорить                          | 言う иу                                                                | おっしゃる оссяру                                    | 申す мо:су                | 申し上げる мо:си агэру 申す мо:су   |
| надевать (верхнюю одежду)         | 着る киру                                                              | お召しになる о-мэси ни нару                          |                           |                                     |
| спать                             | 寝る нэру                                                              | お休みになる о-ясуми ни нару                         | 休む ясуму                |                                     |
| умирать                           | 死ぬ сину                                                              | お亡くなりになる о-накунари ни нару                  | 亡くなる накунару         |                                     |

1 В некоторых вежливых формах разница между этими глаголами утеряна.
2 Оба этих глагола являются скромной формой глагола получать (もらう морау), но также могут использоваться для замены похожих глаголов, например, «есть» (食べる табэру) и «пить» (飲む ному).

### Украшение слов
Бикаго, 美化語, «украшенная речь», — это украшение речи с целью сделать её более красивой и утончённой. Обычно это делается с помощью приставок о- и го-. В нижеследующем примере перед словами «чай» и «рисовое печенье» поставлена о-, также использован вежливый глагол.

Пример:
お茶にお煎餅、よく合いますね О-тя ни о-сэмбэй, ёку аимасу нэ:

Чай и рисовое печенье хорошо сочетаются, не так ли? 

Приведённый пример украшения речи может использоваться для выражения общего мнения о чае и печенье лицу, с которым он не очень почтителен. В примере ниже говорящий обращается прямо к слушателю и выказывает к нему почтение.

Пример: 
お宅様からいただいたお菓子は大変おいしゅうございました О-таку-сама кара итадайта окаси ва тайхэн ойсю: годзаимасита:

Сладости, что Вы мне дали, были великолепны. 

## Использование

### Бизнес
В бизнесе использование верного типа вежливости невероятно важно. Так как в школе использованию кэйго не учат, для молодых сотрудников фирмы устраивают специальные курсы.

### Среди своих и среди чужих
Использование тех или иных вежливых форм зависит от того, включён ли адресат в группу говорящего или нет, то есть является ли он «своим» (内 ути). По отношению к членам группы «ути» не используются гонорифики. Так, в разговоре с клиентом о сотруднике своей компании, их действия будут описываться скромными формами. Аналогично скромные формы употребляются в разговоре с гостями о членах своей семьи. Люди, не входящие в группу «ути», называются «чужими» (外 сото). К ним необходимо обращаться в вежливом или почтительном стиле, хотя и необязательно с гонорификами.
Изучение вежливости очень важно в японском обществе. Если говорить недостаточно уважительно, можно оскорбить собеседника; однако превышение уровня вежливости может быть расценено как сарказм, что ещё более оскорбительно. Дети обычно говорят в простом стиле, но уже к шестнадцати-семнадцати годам они должны научиться пользоваться всеми видами вежливости. Сегодня, особенно в мегаполисах, вежливость не так строго соблюдается. Но даже от иностранцев бессознательно требуют соблюдения всех формальностей, поэтому изучающим японский язык обычно сперва рекомендуют как следует выучить использование вежливых стилей общения.

### Гендерные отличия
Обычно женская речь более вежлива, женщины пользуются бо́льшим количеством гонорификов. Даже в неформальной обстановке женщины скорее выберут более мягкий стиль ведения беседы. Так, женщина скажет «есть варёный рис» как гохан о табэру, а мужчина — мэси о ку: с совершенно идентичным смыслом. Однако, в условиях крайней вежливости (разговор с клиентом), лингвистическая разница между полами нивелируется.

## Грамматика
Японская грамматика позволяет выражать разнообразные эмоции: вежливость, скромность, почтительность, формальность.

### Вежливость
Существует три типа вежливости, «простой» (常体, дзё:тай), «отдалённый» или «вежливый» (敬体, кэйтай или 丁寧 тэйнэй), и «официальный» (обычно, 敬語, кэйго). Официальный и вежливый стили могут сочетаться. Например, для фразы «это книга»,
| простой стиль              | вежливо                        | официально                         | официально и вежливо                            |
| -------------------------- | ------------------------------ | ---------------------------------- | ----------------------------------------------- |
| これは本だ Корэ ва хон да. | これは本です Корэ ва хон дэсу. | これは本である Корэ ва хон дэ ару. | これは本でございます Корэ ва хон дэ годзаимасу. |

Простой стиль используется в разговоре с друзьями; отдалённо-вежливый — с начальством и незнакомцами; официальный — в письменной речи и публичных выступлениях. Все глаголы в простом официальном и простом неофициальном стилях звучат одинаково, исключение — дэ ару, используемый в качестве связки. Эти два стиля очень разнятся лексически. В официальном стиле много заимствованных из китайского языка слов из двух иероглифов, склоняющихся с вспомогательным глаголом суру, а обычные слова имеют «высокие» аналоги: дзёси вместо дзёсэй (женщина / женщины).

### Выражение уважения
Существует ещё один фактор, уважение, которое можно выразить различными способами. Для каждого уровня вежливости есть две вежливых формы (敬語, кэйго): почтительная для обращения и скромная для описания своих действий. Для образования этих форм используются глагольные окончания. Так как в японском языке глагол расположен в конце предложения, вежливость выражается в самом конце.
| Простая форма                      | イワンさんが佐藤さんを待つ Иван-сан га Сато:-сан о мацу. Иван ждёт Сато. |
| Выражение вежливости к собеседнику | 先生がお待ちになる Сэнсэй га о-мати ни нару. Учитель ждёт.               |
| Выражение скромности               | 先生をお待ちする Сэнсэй о о-мати суру. Мы ждём вас, учитель.             |

Использование формы «о-мати суру» означает, что говорящий смиренно ждёт. Если бы повествование велось о третьем лице, использовалась бы другая форма.

## Вежливое именование
См. статью «Именные суффиксы в японском языке».

## Выражение просьбы
Используемая в просьбе форма зависит от того, кто к кому обращается. Например, обычная просьба ёросику о-нэгай симасу, означающая «я прошу вас об услуге», может принимать разнообразные виды:
ёросику таному,
эта форма используется в разговоре друзей-мужчин. Её более вежливый вариант:
ёросику таномимасу
может быть использован по отношению к менее знакомым людям или к начальству.
Если дальше увеличивать уважительность:
ёросику о-нэгай симасу
означает то же самое, но используется обычно в бизнесе. Чтобы ещё увеличить вежливость, нужно заменить «симасу» на «итасимасу», чтобы получить
ёросику о-нэгай итасимасу.
В самом вежливом варианте, используемом для написания поздравительных открыток, используется ещё более вежливое выражение:
ёросику онэгай мо:сиагэмасу.
На нижнем уровне вежливости стоит простой приказ: табэро: или куэ, «ешь!». Так можно сказать человеку, стоящему намного ниже по служебной лестнице; заключённому или пленнику. Эта форма может также быть выражением гнева. Приказ формируют частицы «но (или н) да»: табэру н да или куу но да, «Ешь!» Выразить гнев можно суффиксом ягару: «куиягарэ» — исключительно грубое требование.
Отрицание образуется с помощью суффикса на: табэру на, «не ешь», гоми о сутэру на: «не выкидывай мусор». Аналогично используется отрицательная форма связки да, дзя най: табэру дзя най.
Более вежлив, но всё ещё строг суффикс насай, присоединяющийся ко второй форме глагола (на -и). Этот суффикс происходит от глагола насару. Табэнасай, таким образом, это просьба, например, отца сыну. В разговорной речи «насай» сокращается до на, и это на не имеет отрицательного значения.
Просьбы могут формулироваться с помощью прибавления к незаключительной форме глагола (на -тэ) курэ, от курэру. Табэтэ курэ или куттэ курэ: «съешь это», менее настойчиво, чем табэро. Отрицание образуется от незаключительной формы глагола: табэнайдэ курэ или куванайдэ курэ, «не ешь».
Ещё вежливее добавлять глагол кудасару в форме кудасай, например, табэтэ кудасай. Эта форма вежлива, поэтому с ней вряд ли будет употреблён грубый глагол ку:. Отрицание образуется аналогично: табэнайдэ кудасай: «пожалуйста, не ешьте». 
На том же уровне вежливости можно использовать повелительное наклонение вежливого глагола. Например, мэсиагару, вежливый глагол, означающий «есть, принимать пищу», в повелительном наклонении имеет вид мэсиагарэ, и это — ответ на устойчивую фразу итадакимасу.
Возможна и ещё более вежливая форма. Для её образования используется вторая основа (на -и) и вежливая приставка. Например, цукау, «использовать», превращается в о-цукай кудасай: «прошу вас, воспользуйтесь этим». Дальнейшее увеличение вежливости происходит за счёт использования формы -масу и повелительного наклонения: о-цукай кудасайсимаситэ. Самый вежливый способ выражения этой мысли — о-цукай ни наттэ итадакимасэн дэсё: ка,  «Возможно, вы не откажетесь оказать любезность, воспользовавшись этим?» Такие фразы используются очень редко.
Другим способом увеличения вежливости является непрямая просьба: корэ о цукау ё: ни о-нэгай симасу: «Я смиренно прошу вас обдумать использование этого».

## Вежливые приставки
О- и го- (оба пишутся с помощью иероглифа 御, или хираганой) — вежливые приставки, прибавляющиеся к существительным и иногда к глаголам. Существует правило: го- прибавляется к словам китайского происхождения, а о- — исконно японским словам. Из правила, тем не менее, существуют и исключения: с китайским заимствованием дэнва, («телефон», 電話) используется о-. Существует и более редко используемый префикс ми-, он обычно стоит в словах, относящихся к богам или императорам: ми-коси (御輿 или 神輿, «синтоистская переносная святыня») и ми-на (御名, «церковное имя» в христианстве).
Вежливые приставки обычно не переводятся, или передаётся общий вежливый тон речи.
Есть слова, чаще используемые с вышеозначенными приставками, нежели без них. К ним относятся, среди прочих: «чай» (о-тя) и «рис» (го-хан). Японский эквивалент слова «го-хан» — мэси считается менее вежливым. Приставки могут добавлять саркастический или юмористический эффект, например, о-кокако:ра, «великая Кока-Кола». Излишнее использование приставок создаёт впечатление претенциозности или самодовольства.
При использовании официально-вежливого стиля речи (в частности, при обращении сотрудника к клиенту) вежливые приставки, как правило, добавляются ко всем существительным, обозначающим предмет, принадлежащий собеседнику. В переводе такие слова часто сопровождаются местоимением "ваш".

Пример:
ここにご住所をお書きください коко ни го-дзю:сё о о-каки-кудасай:

Впишите сюда ваш адрес, пожалуйста.

При проведении чайной церемонии продукты и предметы обихода называются с префиксами: вода — о-мидзу, горячая вода — о-ю, пиалы для чая (о-тяван). И в обычной жизни эти термины употребляются довольно часто.
Заимствования не из китайского редко присоединяют вежливые приставки, но, если это всё же происходит, то чаще присоединяется о-: о-би:ру (пиво), о-ка:до (карта, например, банковская), о-со:су (известный соус).
О- часто присоединялось к женским именам в довоенной Японии: Охана (お花), Охару (お春), и так далее. Это было не так вежливо, как использовать именной суффикс -сан. Например, к служанке Харуко скорее могли обратиться О-Хару, чем Харуко-сан. Так же обращались к гейшам. Сейчас этот вид обращения не используется.

## Айдзути
Японский этикет обязывает выражать почтение не только говорящего, но и слушателя. Внимание к словам выражается междометиями айдзути.

## Байто кэйго
Байто кэйго (яп. バイト敬語, кэйго подрабатывающих) — жаргон работников сферы обслуживания. Так как в японском часто «более длинная» фраза считается «более вежливой», неопытные сотрудники ресторанов и магазинов используют грамматически неверные кэйго, которые им самим кажутся более вежливыми, нежели действительные фразы, которые следует употреблять в этой ситуации.

## Внешние ссылки
- jeKai article on keigo
- Keigo Examples
- SIL Glossary of linguistic terms — What is an honorific? Архивная копия от 15 января 2010 на Wayback Machine